# Inspección Fiscal
La Inspección Fiscal es el órgano del Ministerio Fiscal de España que, con jurisdicción en todo el territorio nacional y por delegación del fiscal general del Estado, ejerce la inspección de los servicios y del personal de la Fiscalía, formulando, en su caso, propuestas de mejora, y aplicando el reglamento disciplinario a los miembros de la Carrera Fiscal. La inspección fiscal también es ejercida, en el ámbito de su respectiva fiscalía, por los fiscales jefes.
Este órgano está previsto en la normativa fiscal desde 1926 y, actualmente, se regula por el Estatuto Orgánico del Ministerio Fiscal (EOMF) de 1981 y el Reglamento del Ministerio Fiscal (RMF) de 2022, que lo desarrolla.

## Atribuciones
Las atribuciones de la Inspección Fiscal se encuentran detalladas en el artículo 13 del Real Decreto 305/2022, de 3 de mayo, por el que se aprueba el Reglamento del Ministerio Fiscal, y se pueden resumir en tres áreas:
- Inspección de servicios. Es el órgano encargado de supervisar el buen funcionamiento y las prácticas generales y concretas de los órganos del Ministerio Fiscal, así como proponer mejoras.
- Estatuto profesional y régimen disciplinario de los miembros de la carrera fiscal. Conoce de forma general de las condiciones, aptitudes y conducta de los miembros de la carrera fiscal, así como de las quejas contra estos, proponiendo al fiscal general, en su caso, la aplicación del reglamento disciplinario, y ejecutando las medidas oportunas. También participa en la preparación y gestión de las convocatorias públicas para cubrir plazas vacantes.
- Apoyo al Consejo Fiscal. La Inspección Fiscal proporciona los antecedentes e informes que resultan necesarios para fundamentar los informes y propuestas de este órgano colegiado, así como custodia la documentación de este órgano.

## Como actúa
Según el artículo 16 del Reglamento del Ministerio Fiscal:
Los miembros de la Inspección Fiscal ejercen sus funciones mediante visitas habituales —presenciales o virtuales— a los diferentes órganos y servicios del Ministerio Fiscal. Estas visitas pueden ser ordinarias —al objeto de conocer el estado de funcionamiento del órgano fiscal inspeccionado o de alguna de sus secciones— o extraordinarias —ejecutadas bajo órdenes directas con una extensión y alcance delimitado—. Tras la visita, el fiscal inspector redactará el acta donde se recogan los aspectos más relevantes de la inspección realizada, así como observaciones y posibles propuestas de mejora. Esta acta se pondrá en conocimiento del fiscal jefe del órgano inspeccionado y, en su caso, del fiscal superior de Comunidad Autónoma competente.
Asimismo, las inspecciones se pueden realizar de forma conjunta con el Servicio de Inspección del Consejo General del Poder Judicial.

## Organización
De acuerdo a la plantilla del Ministerio Fiscal aprobada por Real Decreto 422/2025, de 3 de junio, la Inspección Fiscal está formada por un Fiscal Jefe Inspector de la primera categoría, un Teniente Fiscal Inspector y nueve Inspectores Fiscales, todos de la segunda categoría. Además de los fiscales, con fecha de 31 de diciembre de 2023, en la secretaría del órgano trabajan once funcionarios.
Por último, en la Inspección Fiscal existe la Sección Permanente de Valoración, que tiene como misión la de examinar los títulos, certificados y documentación aportada por los fiscales, y redactar posteriormente un informe individualizado sobre su idoneidad que se unirá a la documentación aportada al Consejo Fiscal para que informe sobre los nombramientos discrecionales de la Carrera Fiscal (art. 52 RMF).

## Origen
La inspección fiscal, como servicio, existe desde que existen las fiscalías, puesto que los jefes de estas eran responsables de inspeccionar su órgano y a sus subordinados. A lo largo del siglo XIX, al Fiscal del Tribunal Supremo le fue confiada la tarea de inspeccionar no solo su fiscalía, si no los servicios de todo el Ministerio Fiscal.
Este aspecto evolucionó hasta el punto que, con la aprobación del Estatuto Orgánico del Ministerio Fiscal de 1926, este estableció un órgano específico para estos asuntos, siempre a las órdenes y por delegación del Fiscal del Tribunal Supremo, hoy denominado Fiscal General del Estado. En 1950 se creó la plaza de teniente inspector fiscal o teniente fiscal inspector.

## Fiscal Jefe Inspector
La Inspección Fiscal, integrada en la Fiscalía General del Estado, está dirigida por el fiscal jefe inspector, un fiscal perteneciente a la primera categoría de la Carrera Fiscal (art. 35 EOMF), y que se sitúa como el tercer cargo más relevante del Ministerio Fiscal (art. 121 RMF). Por este motivo, el fiscal jefe inspector puede sustituir al fiscal general en los casos legalmente previstos, siempre que el teniente fiscal no esté capacitado para hacerlo (art. 4 RMF).
Su mandato es de cinco años, renovables por igual periodo y sin limitación (art. 41 EOMF). Asimismo, el fiscal jefe inspector es miembro nato del Consejo Fiscal y forma parte de la Junta de Fiscales de Sala, que reúnea a los fiscales de la máxima categoría.

### Lista de inspectores fiscales jefes
Desde su establecimiento en 1926, un total de 19 personas han ocupado la titularidad de la Inspección Fiscal de la Fiscalía del Tribunal Supremo, que desde la aprobación de la Constitución española de 1978 se denomina Inspección Fiscal de la Fiscalía General del Estado.
De estas, el fiscal que más tiempo desempeñó el cargo fue Romualdo Hernández Serrano, quien fue inspector fiscal durante 21 años y 232 días entre febrero de 1940 y octubre de 1961. El que menos tiempo estuvo al frente de la Inspección fue Leopoldo Garrido Cavero, quien accedió al cargo con carácter interino en septiembre de 1937 y, ya siendo titular, fue nombrado fiscal general de la República en diciembre del mismo año, tras 94 días como inspector. La primera mujer en ostentar este oficio, además de la actual titular, es María Antonia Sanz Gaite, nombrada por Real Decreto de 18 de mayo de 2021.
| Inspectores fiscales jefes de España        |                          |                          |                          |
| Nombre                                      | Nombramiento             | Cese                     | Duración                 |
| Manuel Polo Pérez (1865-?)                  | 25 de junio de 1926      | 14 de noviembre de 1930  | 4 años y 142 días        |
| Rafael González Besada y Valdés (1863-?)    | 14 de noviembre de 1930  | 8 de noviembre de 1932   | 1 año y 360 días         |
| Fernando Vara Feugas (?-1935)               | 1 de enero de 1933       | 1935†                    | Aprox. 2 años y 180 días |
| Luis Piernavieja y Soto                     | 11 de junio de 1935      | 21 de agosto de 1936     | 1 año y 81 días          |
| José Vallés Fortuño (1867-?)                | 10 de diciembre de 1936  | 6 de septiembre de 1937  | 270 días                 |
| Leopoldo Garrido Cavero (1893-1946)         | 21 de septiembre de 1937 | 24 de diciembre de 1937  | 94 días                  |
| Romualdo Hernández Serrano (1886-1965)      | 23 de febrero de 1940    | 13 de octubre de 1961    | 21 años y 232 días       |
| Feliciano Laverón Reboul                    | 26 de octubre de 1961    | 17 de septiembre de 1971 | 9 años y 326 días        |
| Eduardo Aya Goñi (1909-?)                   | 21 de octubre de 1971    | 8 de abril de 1981       | 9 años y 169 días        |
| Cándido Conde-Pumpido Ferreiro (1924-2019)  | 10 de abril de 1981      | 17 de marzo de 1982      | 1 año y 7 días           |
| Eliseo García Martínez                      | 17 de marzo de 1982      | 7 de agosto de 1986      | 4 años y 143 días        |
| Fernando Alamillo Canillas                  | 31 de octubre de 1986    | 1988                     | Aprox. 2 años            |
| Fernando Jiménez La Blanca y Rubio          | 9 de diciembre de 1988   | 6 de noviembre de 1990   | 1 año y 332 días         |
| Francisco "Félix" Hernández Gil (1925-2020) | 8 de febrero de 1991     | 3 de julio de 1992       | 1 año y 146 días         |
| Juan José Martínez Zato (1935-2019)         | 3 de julio de 1992       | 4 de julio de 2003       | 11 años y 1 día          |
| Rafael Valero Oltra (1944-2009)             | 25 de julio de 2003      | 20 de mayo de 2009†      | 5 años y 299 días        |
| Alfonso Aya Onsalo (1950-)                  | 28 de agosto de 2009     | 6 de marzo de 2015       | 5 años y 190 días        |
| Fausto José Cartagena Pastor (1951-)        | 6 de marzo de 2015       | 18 de mayo de 2021       | 6 años y 73 días         |
| María Antonia Sanz Gaite (1963-)            | 18 de mayo de 2021       |                          | 4 años y 43 días         |